# Batalla de Rovirans
La batalla de Rovirans fou lliurada entre les tropes cristianes de Borrell II i les musulmanes d'Almansor en el context de la ràtzia de 985 en un indret prop de Terrassa.

## Antecedents
Almansor va sortir de Còrdova el 5 de maig del 985, i es va dirigir a Múrcia per abastir-se de provisions per a l'expedició, que va seguir la costa del Mediterrani, recollint cavalleria a Balansiya i Turtuixa, en canvi per Gaspar Feliu i Montfort va tornar cap a Toledo i va passar per Saraqusta i Làrida.

## Batalla
A la batalla de Rovirans, Almansor va derrotar Borrell II. Hi van morir cinc-cents cavallers barcelonins als quals van tallar el cap.

## Conseqüències
Borrell II, el seu fill Ramon Borrell i la cavalleria que va sobreviure van retirar-se en direcció a Caldes de Montbui, mentre Almansor es dirigia a Barcelona, ciutat que va arrasar i on molts dels seus ciutadans van ser fets presoners.